# Budapest Eagles 2019
Questa voce raccoglie le informazioni riguardanti i Budapest Eagles nelle competizioni ufficiali della stagione 2019.

## Divízió I 2019

### Stagione regolare
| 16 marzo 2019 1ª giornata | Nyíregyháza Tigers | 22 – 0 | Budapest Eagles |  |

| 30 marzo 2019 3ª giornata | Budapest Eagles | 2 – 25 | Budapest Titans |  |

| 14 aprile 2019 5ª giornata | Budapest Eagles | 19 – 41 | Dunaújváros Gorillaz |  |

| 27 aprile 2019 6ª giornata | Budapest Eagles | 0 – 62 | Szombathely Crushers |  |

| 25 maggio 2019 9ª giornata | Budapest Wolves 2 | 35 – 0 | Budapest Eagles |  |

| 9 giugno 2019 11ª giornata | Dabas Sparks | 30 – 12 | Budapest Eagles |  |

## Statistiche di squadra
| Competizione      | %Vittorie | In casa | In casa | In casa | In casa | In casa | In casa | In trasferta | In trasferta | In trasferta | In trasferta | In trasferta | In trasferta | Totale | Totale | Totale | Totale | Totale | Totale |
| Competizione      | %Vittorie | G       | V       | N       | P       | Pf      | Ps      | G            | V            | N            | P            | Pf           | Ps           | G      | V      | N      | P      | Pf     | Ps     |
| ----------------- | --------- | ------- | ------- | ------- | ------- | ------- | ------- | ------------ | ------------ | ------------ | ------------ | ------------ | ------------ | ------ | ------ | ------ | ------ | ------ | ------ |
| Stagione regolare | .000      | 3       | 0       | 0       | 3       | 21      | 128     | 3            | 0            | 0            | 3            | 12           | 87           | 6      | 0      | 0      | 6      | 33     | 215    |
| Totale            | .000      | 3       | 0       | 0       | 3       | 21      | 128     | 3            | 0            | 0            | 3            | 26           | 87           | 6      | 0      | 0      | 6      | 33     | 215    |